# Покосная (приток Шудельки)
Покосная — река в России, протекает по Колпашевскому району Томской области. Устье реки находится в 145 км по левому берегу реки Шуделька. Длина реки составляет 14 км.

## Данные водного реестра
По данным государственного водного реестра России относится к Верхнеобскому бассейновому округу, водохозяйственный участок реки — Обь от впадения реки Чулым до впадения реки Кеть, речной подбассейн реки — Чулым. Речной бассейн реки — (Верхняя) Обь до впадения Иртыша.
Код объекта в государственном водном реестре — 13010500112115200023875.